# B1 (전차)
B1 전차는 2차 세계대전 이전에 제작된 프랑스의 전투 중전차이다.
B1 전차는 전선 돌파에 특화된 차량으로, 본디 차체에 75 mm 곡사포가 달려 있는 자주포 또는 돌격포로 기획되었으나, 추후에 보병 부대 예하 기갑사단으로 배치되면서 적 전차와도 교전할 수 있는 '전투전차(Char de Battaille)'로서의 역할도 겸할 수 있도록 47 mm 전차포를 장착한 포탑을 추가했다.
1920년에 시제품으로 구상을 시작해 1929년 르노 사의 모델로 채택되었으나, 양산형은 1934년이 되기까지 생산을 시작조차 하지 못했다. 개량형 B1 bis는 1937년에 B1 34대를 이용하여 만들어졌다. B1 bis의 생산 가속화는 1939년 9월부터 프랑스 전투(Battle of France) 시작 전까지 이루어졌다. 1940년 6월을 끝으로 370대 이하의 B1 bis의 생산이 중지되었다.
당시에 가장 강력한 무기를 장착하거나 장갑을 얹은 전차 가운데서도 이 전차는 1940년 프랑스 전투(Battle of France) 동안 독일군의 기갑과의 근접교전에서 매우 효율적이었다. 하지만 이 전차의 낮은 이동 속도와 높은 연료 소모율은 교전 도중에 발생하는 폭격 등의 공습에서 살아남기 어렵게 했다. 프랑스가 항복한 이후에는 독일군이 이 전차(bis)를 노획하여 이 중 일부를 화염방사차량, 탄약운반차, 또는 기계화 야포로 사용하게 되었다.
B1 전차의 'B'는 프랑스어로 '전투(battaille)'를 뜻하는 축약어가 아닌 일반 분류코드를 뜻한다.

## 개발과 생산

### 초기 개발과 시제차들
B1 전차는 1919년 장 밥티스트 유진 에스티엔(Jean Baptiste Eugène Estienne) 장군이 계획한 전차의 기획안이 시발점이었다. 그 기획안의 이름은 '전투 및 장갑 차량에 대한 임무 보고'(Mémoire sur les missions des chars blindés en campagne)였다. 에스티안 장군이 구상한 차량은 요새와 포 진지, 그리고 상대 전차파괴 및 전선돌파 임무 달성의 요지가 있는 '전투차량'의 성향이 강했다. 1921년 1월, 에드몽 뷔아(Edmond Buat) 장군을 선두로 위원회는 프로젝트를 시행했다. 비용을 줄이기 위해 주포를 차체에 달아 자주포로 설계해야만 했다. 전차의 크기를 최소화하려면 이 포가 위·아래로만 움직이고 수평조준을 하려면 차체 전체를 선회해야만 하는 방법 밖에 없었다. 최대 무게가 13톤에다 장갑 최대 두께가 25mm인 제원을 가지고 있었다. 또한 벙커의 총안구 안까지 포탄이 들어갈 정도로 포신을 정확히 조준할 수 있게끔 차체가 최대한 낮아야 했다. 또, 작은 기관총탑이 적 보병의 공격을 방호해야 하고 그러면서도 승무원용 관측탑으로 쓰이는 기능도 있어야 했다. 이렇게 해서 두 가지 설계안을 만들어냈는데, 하나는 75mm 곡사포를 탑재한 돌격포였고 다른 하나는 곡사포 대신 47mm 포를 장착한 대전차자주포였다.
프랑스 산업계에서는 이 프로젝트에 큰 관심을 보였는데, 그러다보니 이전에는 비건설적인 경쟁이 많이 일어났다. 1차 세계 대전 도중 에스티엔은 그 상황이 일으키는 암울한 결과를 목도했기에 그런 일이 반복되는 것을 막기로 결심했다. 그는 전차감찰관(Inspector-General)이라는 그의 지위를 이용, 산업가들에게 소위 '에스티엔 협정'(Estienne accord)을 시행했고 그들에게 '산업경쟁 정신에서 벗어나 상호 이해에 도달하기를' 명령했다. 산업가들은 이 프로젝트에 합류하려면 모든 프로젝트를 하나로 편리하게 통합할 수 있는, 육군에 대한 특허 보유권 전부를 포기하는 데 사전동의를 구해야 했다. 그 일환으로 군에서는 업계에 1,000대 이상의 차량을 대량 발주하기로 약속했다.

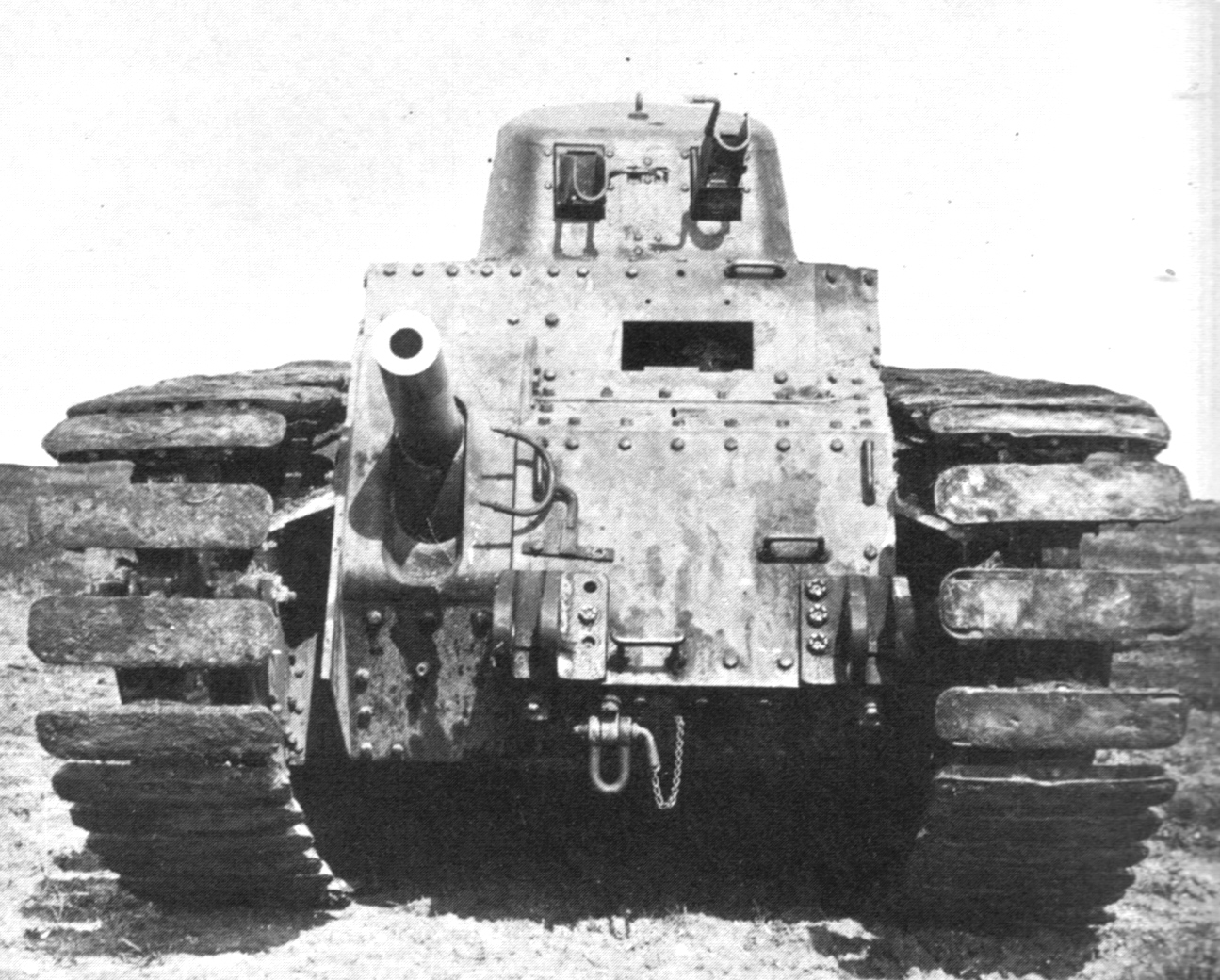
SRA 전면

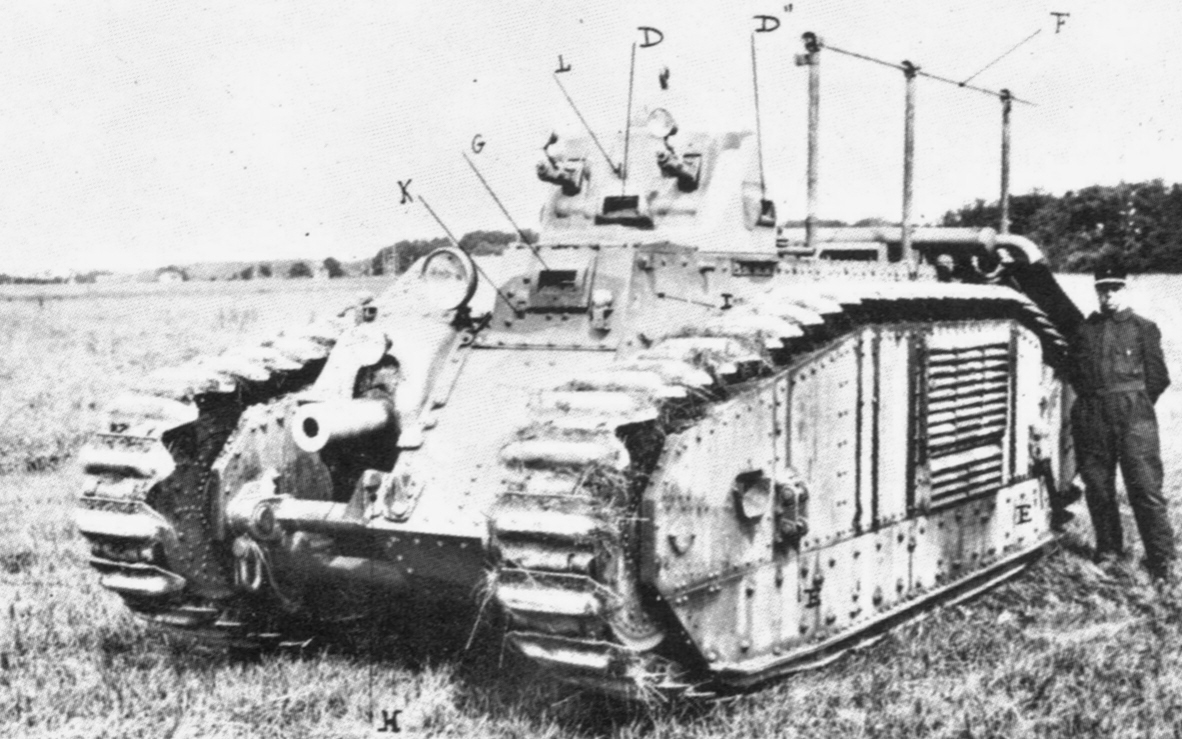
SRB

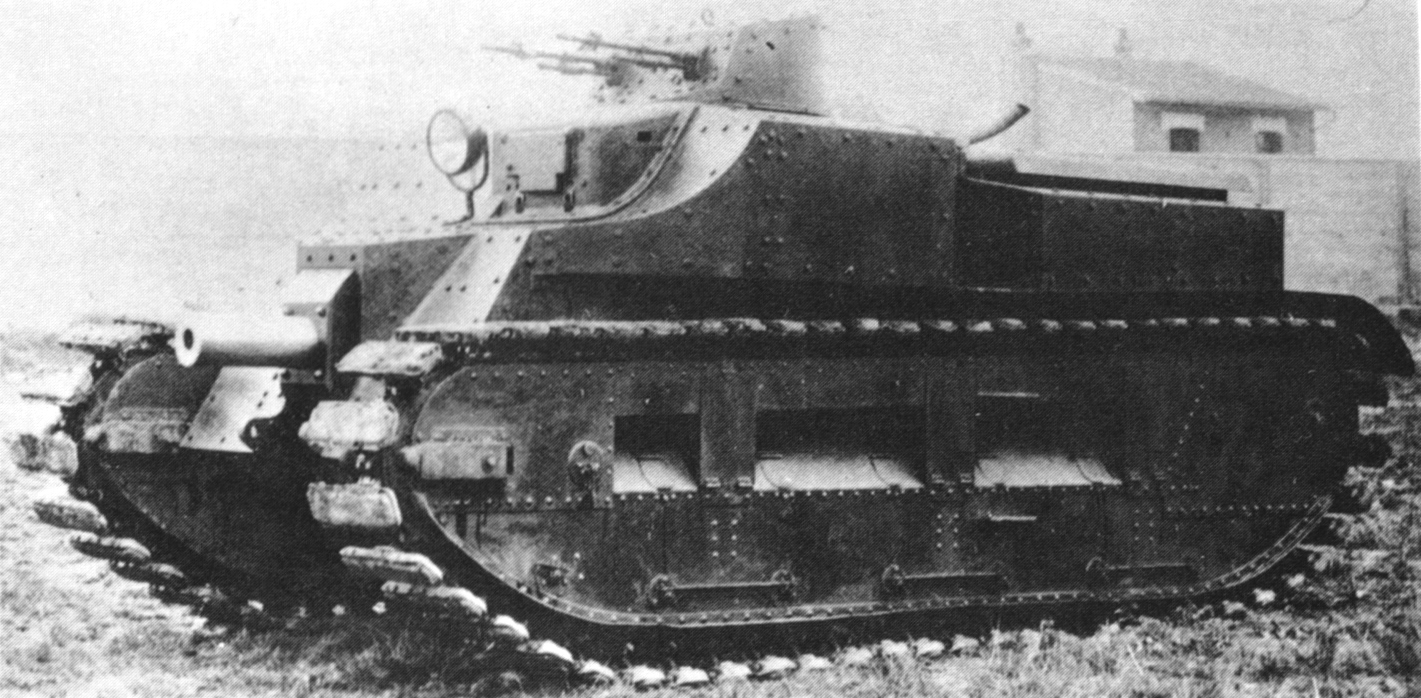
FAMH 시제차

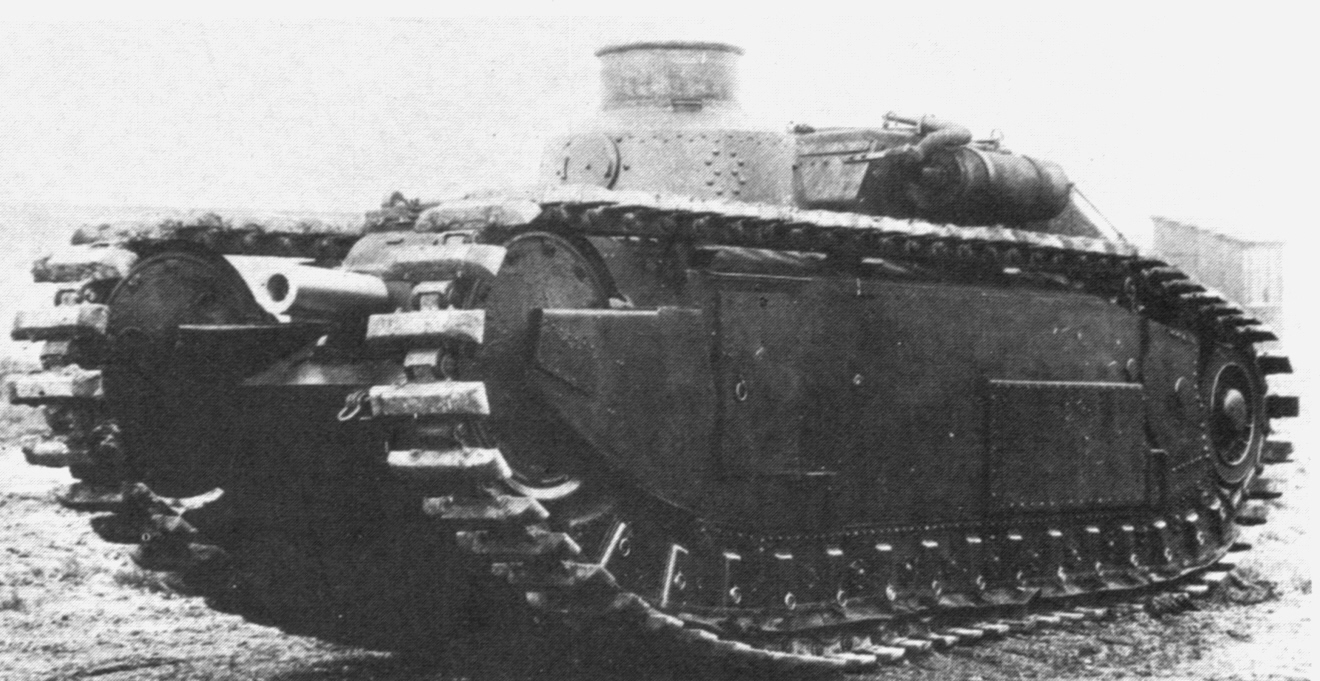
FCM 시제차

이러한 조건 하에 네 개의 기획안이 1921년에 시작되었다. 르노(Renault)와 슈네이데르(Schneider) 사의 협력 개발로 SRA와 SRB이 만들어졌고 다른 기획안은 해당 업계에서 '생 샤몽 전차(Saint Chamond)'을 만든 것으로도 널리 알려진 마리네 & 오메쿠르 제강조병창(Forges et Aciéries de la Marine et d'Homécour, FAMH)이 맡았다. 마지막 기획안은 메디테라니 제철조선소(Forges et Chantiers de la Méditerranée, FCM)가 제작한 FCM 21이었다. 르노와 슈네이데르는 각각 250량을 생산하였고 FAMH와 FCM도 각각 125량을 생산했다. 5번째로 생산을 담당한 돌로네-벨빌(Delaunay-Belleville)는 자사의 르노 FT 개량안을 군에게 거부당한 상태였는데, 프랑스군에서는 이들로 하여금 전차 83량을 생산하도록 하였다. 남은 167량은 프랑스군의 재량에 맞추었다.
1924년 5월 13일, 시제차량 네 대를 뢰이 공장(Atelier de Rueil)에서 선보였다. 시제차들은 공장 부지 안에서 각자 20km를 넘는 도로 주행 시험을 거쳐야 했다. 시험 이후 이들 시제차에게 기술적 결함이 많다는 결과가 드러났다. 주핸 후의 시제차들 대부분이 망가졌는데, SRA의 경우 주행을 시작하자마자 엔진이 붕괴했다. 엔진에 승무원의 접근이 어려워 유지 관리가 힘들었던 것이었다. 모든 시제차들은 승무원이 세 명으로 구성되어 있었으나 각자 크기와 형태, 주포 조준장치에 채택된 방법이 많이 달랐다.

### B1 전차가 되기까지
1925년 3월, 에스티엔 장군은 일반적인 형태와 기계 부품을 고려하여 SRB를 기반으로 미래 생산 유형을 결정했다. 그러나, SRB에는 중량 배분 최적화를 목표로 하는 특별 연구 프로그램을 완료한 FCM에서 개발할 홀트 트랙 및 FAMH제 서스펜션(나중에 이 서스펜션은 다시 폐기됨), 75 mm 포가 장착되어 있었다. 또한 에스티엔 장군의 몇 가지 특별한 요구 사항도 있었다. 내부 조정이 가능한 궤도 장력륜을 장착해야 하며, 전투실에서 이어지는 갱도가 엔진실로의 접근성을 향상시켜야 했다. 또한 전면 장갑은 40 mm로 증가시켜야 했다.
1925년 11월 르노는 목재 목업 제작 명령을 받았고 1926년 초에 이를 완성했다. 1926년 1월 27일, 전투전차 기술부(Section Technique des Chars de Combat, STCC)와 협력하여 슈나이더 사의 엔지니어 알레움(Alleaume)이 최종 설계한 '트락퇴르 30(Tracteur 30)'이라는 시제 전차 3대를 제작하기로 결정했다. 첫 번째는 르노가 납품했고, 나머지 두 대는 각각 FCM과 FAHM이 납품했다.
같은 해에 보병 지휘부(Direction de l'Infanterie)는 1926년 계획(Plan 1926)에서 전투전차의 개념을 제정의하였다. 지휘부는 보병 지원을 강조했는데, 이는 대전차 능력을 부차적으로 두고 장갑 증가는 필요없음을 말하는 것이었다. 그럼으로 전차의 무게는 22톤으로 제한되어야 했고 속도를 15 km/h 정도로 낮추어야 했다. 그러나 라디오 장비는 행동 간에 더 나은 지시와 협동성을 위해 장착되어야 했다. 따라서 무전병 역할을 해줄 수 있는 승무원이 하나 더 필요했다.
1927년 3월 18일, 세 가지 시제 전차에 대한 계약이 승인되었다. 먼저 공개된 르노 사의 시제 차량의 차체는 변경점들을 최소화시키고자 철강 장갑 대신 연압판으로 만들었는데, 1929년 1월에 무장 부품을 따로 마감하여 3월에 납품했다. 개별로 생산한 용접 포탑이 4월 23일에 도착했다. 주포는 1930년 4월이 되어서야 장착될 수 있었다. 이 지제 전차는 일련 번호 101번을 수여받았다. 102번 FAMH제 생산형은 르노 사로 이송되었다 다시 납품받았. 1930년 FCM 사의 103번 차량은 마르세유(Marseille)의 메판티 공장(Atelier de Mépanti)에서 제작했다. 시제 차량들 중 하나는 FAMH 사의 생 샤몽 M 21에 장착되는 포 대신 슈나이더 사의 75 mm 포로 대체해 장착했다.
1번 차량의 시험 주행이 다른 두 시제차가 도착하기도 전에 시작되었다. 1번차의 주포도 장착되지 않은 채로 말이다. 24.36 t나 무게가 나갔음에도 1번차의 속도가 최대 시속 24 km까지 도달했다. 1930년 5월 6일에서 8월까지 전차물자 시험 위원회( Commission d'Experiences des Matériels de Chars)가 오늘날의 사람들에게 널리 알려진 이 전차의 공식 명칭을 B 전차(Char B)라 명명하게 되는 시험 과정을 수행했다. 위원회는 많고 작은 문제들이 발견되고 이를 향상시켜야 했음에도 이 전차에 대해 크게 만족했다. FCM 사의 시제차는 빈테르투르 변속기(Winterthur transmission), 시트로엥(Citroën)제 클러치와 나중에 클레르제(Clerget)제 디젤 엔진으로 교체되는 슐체르(Sulzer)제 디젤 엔진 등의 일부 대체 가능한 기술점들로 구성해 있었다. 이러한 체계 전부가 원래 구상안보다 더 신뢰성이 가지 않음이 입증되어 영구 거부당했다.
3번 차량은 기술적으로 뿐만 아니라 전술학적 실험에서도 사용되지 않았다. D1 전차의 선행 생산형과 함께 이들 시제 차량들은 프랑스에서 유일한 현대 전차임을 나타내었고 프랑스군은 기동전차(Char de Manoeuvre)에 대한 구상에 관한 윤곽을 그리면서도 자연스레 미래전에 대해 이들 시제 전차들로부터 어떠한 교훈을 얻을 수 있는지에 관해 큰 관심이 생기게 되었다. 전투전차나 기동전차가 아니더래도 공식적인 유형의 설계안은 없었다. 그런 설계들은 전술 구상안들로만 참고되었다. 1931년 10월, 소규모 부대인 실험 근무단(Détachement d' Experimentation)이 만들어졌다. 이 부대로 시제차들이 12월에 합류했으며, 겨울인 상황 하에서 어떻게 쓰일 수 있는 지를 확인하기 위한 기지로 샬롱 캠프(Camp de Châlons)를 선택했다. 이후 시제차들은 자체 동력으로 뢰이 공장으로 이동해 정비받았다. 9월에는 전투정비근무단(Détachement Mécanique de Combat)으로서 콩파뉴에서 하는 여름 기동 시험에 참여했다.(1933년 5월 4일부터 102번과 103번은 경보병차량화사단의 일부로서 코엣퀴당(Coëtquidan)과 무르멜롱(Mourmelon) 군사기지에서 전술 실험들을 수행하고자 기갑차량근무단(Détachement d'Engins Blindés)에 다같이 배속되었다. 그에 이어서 1934년 4월 시손(Sissonne)에서도 비교 실험을 거듭했다.) 기술적 부분은 이러한 시험 동안 잊혀지지 않았고 평균 노상속도가 19 km/h을 달성할 수 있으며 2.4 m 폭의 참호를 건너고 수심이 깊은 천에서 105 cm 정도를 도하할 수 있다는 사실을 규명해냈다. 시제차들은 제원 변경사항들을 충족시키기 위해 크게 재수정되었다. 1934년 4월 6일, 처음으로 B1 전차 7대가 수주되었다.

## 전술 능력
B1은 1차 세계대전의 마크 시리즈 등의 초기 육상함처럼 차체를 둘러싸는 거대한 궤도와 서스펜션을 보호해주는 장갑판이 존재했다. 이러한 이러한 유사성은 B1이 강력한 방어선에 구멍을 뚫기에 최적화된 돌파전차이자 그에 특화한 공격병기라는 사실에서 비롯한 것이므로 우수한 참호 횡단 능력을 지니도록 설계되었다. 프랑스군은 주요 전선에서 적을 몰아내는 것에서 전투를 결정하게 될 것이라고 여겼으며, 적절하게 보호받는 충분한 수의 중전차를 보유하고 있는 세계 유일의 군대라는 자부심으로 가득 차 있었다. 전투에서의 활용 단계는 두 번째인 것으로 차부되었으며 수적 우세를 확고히 하고자 통제되고 체계적인 이동을 말미암아 수행하는 것에 있어 최고로 여겼기 때문에 중전차의 기동성 또한 관심 밖이었다. 또, B1은 구상 당시에는 상당히 좋은 속도를 가지고 있었지만 시간이 지나 독일 등 다른 나라에서 그보다 훨씬 더 빠른 전차들이 등장했을 때 이를 개선하기 위한 진지한 노력은 이루어지지 않았다.
그러나 전술기동의 한계성보다 더 중요한 것은 전략기동의 한계성이었다. 낮은 성과는 매우 자주 연료를 보급해야 함을 암시하였으며, 이는 전차의 작전 능력을 제한시켰다. 또, 보병 부대 내 기갑사단(Cuirassées)이 기동 예비대로서는 매우 효율적이지 못하며, 전략의 유연성이 떨어진다는 것을 다시 한 번 의미한다. 이 중전차들은 처음에 그런 역할을 수행하도록 만들어지지 않았다. 이는 사단 내에서 포병대 및 보병대의 구성 요소 중 작은 크기로 반영되었다.

스톤 전투 상황

하지만 이로 인해 B1이 인상적인 통계에 대해 검토하는 것보다 실제 전투에서 덜 강력했었는지의 여부는 확인하기 어렵다. 1940년 B1의 전투 손실 대다수가 독일군의 야포와 대전차포로 인한 피격에서 발생했다. B1 전차는 그보다는 오히려 독일군 전차와의 근접 전투에서 더 나은 성능을 발휘했는데, 예를 들어 5월 16일 피에르 빌로트 (Pierre Billotte) 대위가 지휘한 단 한 대의 B1 전차 '외르(Eure)'가 스톤(Stonne) 마을에 매복 중이던 3호 전차와 4호 전차 전부를 몇 분 안으로 정면으로 공격하고 박살내 버리고 극적으로 승리했다. 외르는 무려 140번의 피격을 받았음에도 불구하고 멀쩡히 살아 돌아왔다. 또한 하인츠 구데리안은 자신의 저서 '전차 지휘관(Panzer Leader)'에서 주니빌(Juniville) 남쪽에서의 전차전에서 벌어진 사건을 다음과 같이 밝혔다. "내가 참가한 전차전이 벌어지는 동안이었다. 노획한 47 mm 대전차포로 B 전차를 파괴하려 했으나 모두 허사가 되었다. 그 두꺼운 장갑이 아무런 피해 없이 내가 발사한 모든 포탄을 간단히 튕겨냈다. 우리의 37 mm 및 20 mm 포로도 마찬가지이다. 모든 포가 이 상대에게 평등하게 효과가 없었다. 아니나 다를까 그에 대한 결과로 우리는 슬프게도 커다란 피해를 입을 수밖에 없었다."

### 1인 포탑

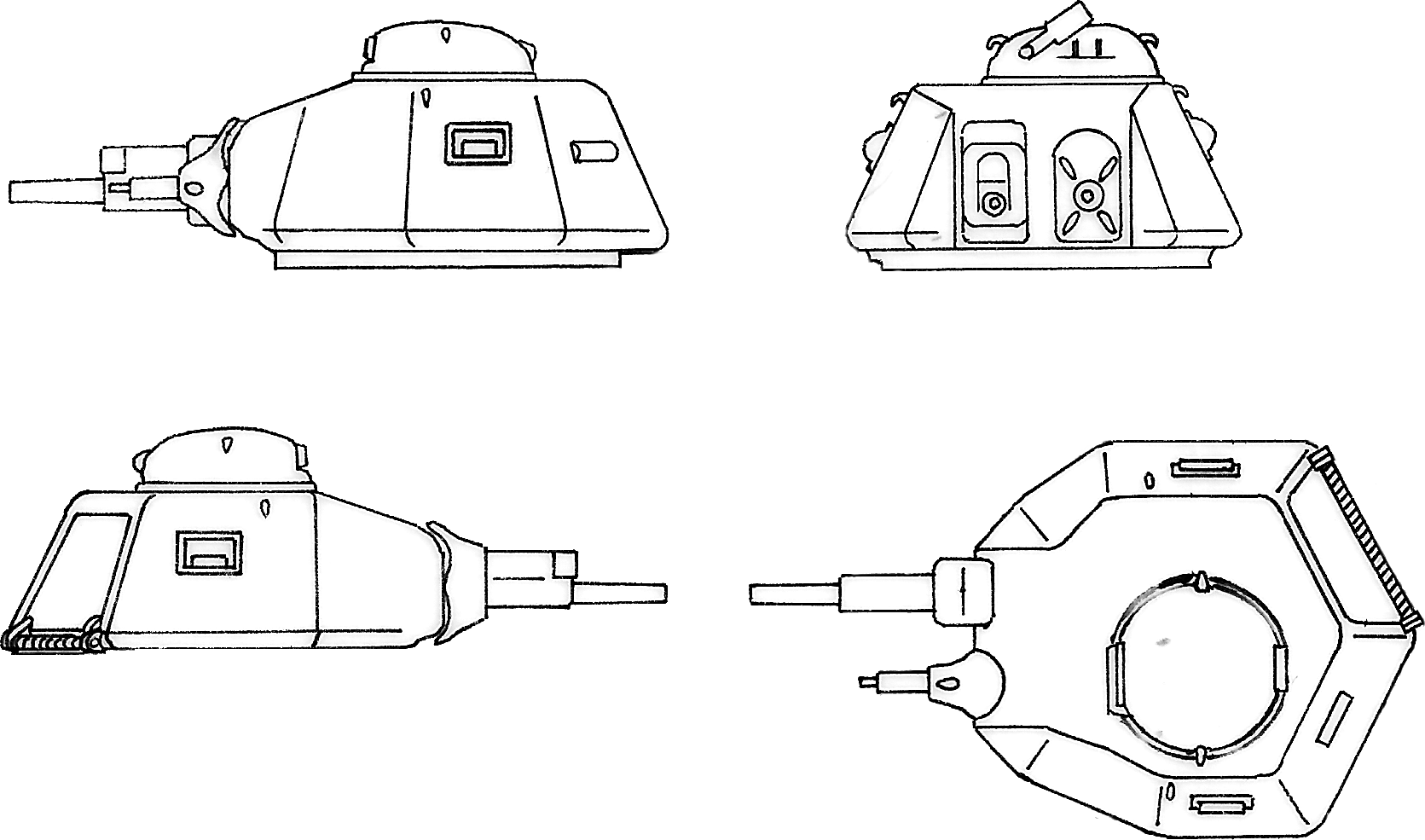
APX1 포탑

영국의 마크 I 전차와의 유사성에 대해 또 설명할 부분은, 적의 보병대와 포병대를 파괴할 수 있는 자주포를 만들려던 B1 전차의 본 제원에 놓여 있다. B1의 주 무장이 75 mm 곡사포이다보니 차량의 전체 설계는 이 주포를 가능한 효율성 있게 만드는 데 중점을 둘 수밖에 없었다. 1930년대 초 B1 전차가 반격해오는 적의 기갑차량도 쓰려트려야 한다는 사실이 프랑스군을 깨닫게 하였지만, 이를 완전히 재설계하기에는 너무나도 늦어버렸다. 그에 대한 해결책은 D2 전차에도 장착한 APX1 표준 주조포탑을 장착하는 것이었다. 당시 AMC 34 같은 기병전차들을 제외한 대부분의 프랑스 전차들과 마찬가지로 B1에도 이런 식의 1인용 소형 포탑이 달려있었다. 오늘날 시각에서 볼 때 이는 가장 큰 결함 중 하나로 간주되고 있다. 1인용 포탑에 홀로 탑승한 전차장은 전차를 지휘하는 것뿐만 아니라 포를 조준하고 장전하고 무전까지 해야 하는 일도 해야 했다. 그 지휘관이 단차장이라면 다른 전차들까지도 이끌어야 했다. 이는 2인 또는 3인용 포탑이 적용된 독일, 영국 및 소련의 현대적인 방침과 대비되며, 한 사람에게로 몰릴 수 있는 이러한 임무들이 여러 사람에게로 분배되어 있었다. 다른 국가들은 지휘관이 과도한 임무를 맡게 되면 2~3인용 포탑을 갖춘 전차장들처럼 자신의 역할을 수행할 수 없다고 여겼다.
프랑스인들은 이러한 단점이 있음에도 소형 포탑을 선호했던 것은, 훨씬 더 작고 저렴한 차량들을 감안했기 때문이다. 프랑스의 전차에 대한 지출은 독일과 비교해 봤을 때 더 큰 편이지만, 프랑스는 중전차를 충분히 생산할 수 있는 여력이 떨어졌다. B1 전차는 보병전차에 관한 예산 반절을 먹어치울 정도였고, 그렇기에 가격이 비쌌다.

## 파생형

### B1
본디 B1 은 정면 및 측면이 최대 40 mm의 두께의 장갑을 두르고 있었다. 그리고 47 mm L/27.6(27.6 구경) SA 34 포를 장착한 APX1 포탑이 탑재되어 있었다. 이 전차는 대전차 능력이 좋지 않았다. 전차에 탑재된 50발 중 30발의 철갑고폭탄(APHE)은 최대 관통력이 약 25 mm 정도였다. 게다가 차체 전면 오른쪽 구석에는 75 mm ABS 1929 SA 35 주포가 차체 전면 오른쪽에 장착되어 있었다. 7.5 mm 샤탤레로(Châtellerault) M1931 기관총 2정이 각각 차체와 포탑에 하나 씩 장착되었다. 차체 기관총의 경우 75 mm 주포 오른쪽 마운트에 고정되어 있었는데, 기관총이 이 때문에 전차 바깥으로 시야에 잘 들어오지 않아 활용도가 매우 떨어졌다. 이 17.1 구경짜리 75 mm 주포는 고폭탄과 철갑고폭탄 형식의 1910M형 철갑탄(Obus de rupture Modèle 1910M) 을 모두 발사할 수 있었으며 좌우로 겨우 1도만 선회가 가능했다. 이 전차는 네데르(Naeder) 유압정밀변속기를 이용해 조종수 겸 주포 포수의 조준경에 목표물이 쉽게 놓이게 해주었다. 하지만 목표물 조준을 위해 사전에 조준경과 포신을 정확하게 정렬해야만 선회가 가능했다. 75 mm 주포는 차체에 탄 장전수가 담당했다. 조종수, 장전수를 제외한 나머지 둘은 무선병과 소형포탑 안에서 포를 장전 및 조준, 발사해야 하며, 소대장은 다른 전차들도 더러 지휘해야 했다. 전투실 왼쪽에는 무전기를 배치해 두었고 오른쪽에는 입출구용 해치가 있었다. 모든 B1 전차들은 ER53 무선전신기가 들어가 있어 모든 통신은 모스 부호로만 이루어졌다. 후방 격벽에서 복도로 접근이 가능했는데, 이 자리는 엔진실의 우측 빈 공간이었다. 75 mm 휴행탄 총 80발 중 19발이 이 빈 공간에 배치될 수 있었다. 엔진은 공식상 출력이 250 hp (190 kw)에 달하지만 실제 출력은 272 hp (203 kw)에 달하는 것으로 알려져 있다. 각 전차마다 세 명의 공병으로 된 한 팀이 구성되어 있었는데. 전투 도중 이들 중 일부가 정규 승무원으로 참가하였다.
서스펜션은 보기륜 16싸이 장착되어 있어 매우 복잡한 구조를 이루었다. 수직 코일 스프링에서 튀어나온 커다란 중앙 보기 서스펜션 3개가 있는데, 각 중앙 보기에는 소형 보기 2개가 있었다. 수직 스프링 3개가 각자 수평 빔에서 구멍을 통해 위 아래로 움직일 수 있었고, 리프 스프링에 의해 보기륜이 코일 스프링의 양 극단으로 그 앞에는 3개, 뒤로는 하나가 부착되어 있었다. 높은 궤도의 운영은 전차의 외형을 더욱 구시대의 물건처럼 보이는 데에 한 몫을 했는데, 이는 해당 전차의 개발 기간이 길었음을 반영해주고 있다. 최대 속도는 28 km/h, 무게는 28톤이다. 최대 항속 거리는 약 200km이다. 1935년 12월부터 1937년 7월까지 총 34대가 생산되었다. 차대 번호는 102~135번이다. B1 전차 ter 시제 전차를 개발하기 위해 차대 번호 101번을 따로 떼어 놓았다.

### B1 bis

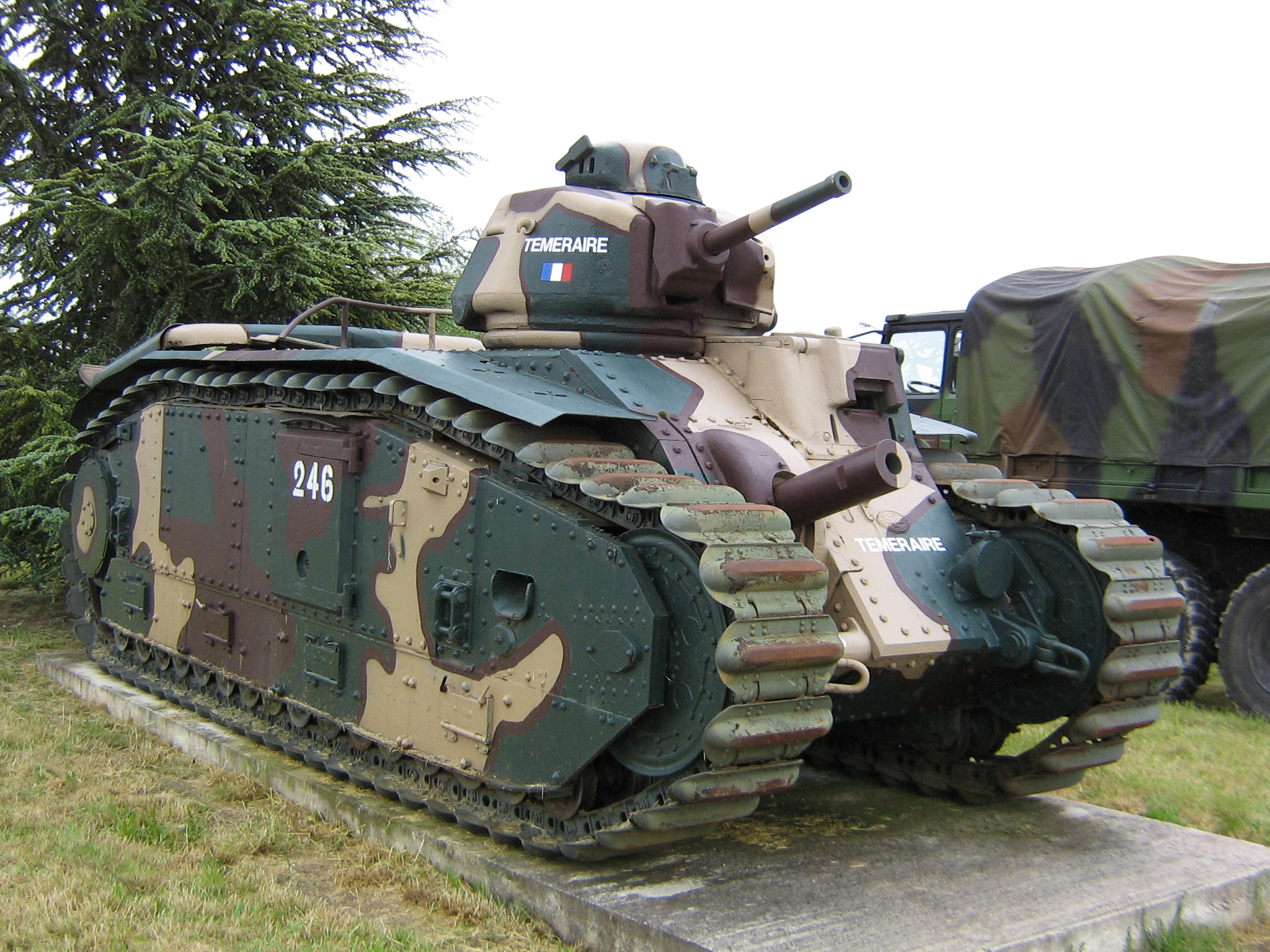
무르멜롱에서 야외 전시 중인 B1 bis 테메레르(Téméraire)

B1 bis는 전면 장갑이 60 mm (측면은 55 mm)로 더 두꺼워진 장갑이 적용된 개량형이다. 원형보다 포신이 더 길고 개선된 47 mm (L/32) SA 35 전차포를 갖춘 APX 4 포탑을 장착하여 해당 전차에 제대로 된 대전차 성능이 부여되었다. 이 전차는 양산형 전차였는데, 1937년 4월 8일부터 1940년 6월까지 총 주문량 1,144대 중 369대가 납품되었으며, 납품된 전차들의 일련번호가 201번부터 569번까지 부여되었다. 전간기 시절에는 이 전차의 생산이 느린 나머지, 1939년 9월 1일이 되서야 129대가 프랑스 육군으로 납품되었다. 월간 납품량마저도 12월이 되었는데도 15대를 넘지 못했다. 1940년 3월이 되어서야 생산량이 45대로 겨우 정점에 이르렀다.
이 전차의 307 bhp (229 kw) 페트롤 엔진에서 제공하는 최고 속도는 최대 25 km/h이었다. 최초 배치한 B1 전차 bis 35대는 개량 이전 엔진을 사용하였으나 1938년에서 1940년 5월 사이에 천천히 다른 것으로 재탑재했다. 전차의 총 무게는 약 31.5 t이 나갔으며, 항속거리는 약 180 km였는데, 같은 시기의 다른 전차들이 내는 것과 비슷한 속도였다. 이 전차에는 20 km/h의 속도로 기동하게 되면 연료 저장고 3개에 가득 차있는 총 400 L의 연료가 6시간 만에 고갈된다는 문제가 있었다. 이 골칫거리를 개선하고자 처음에는 800 L 보조 연료 저장고를 탑재한 트레일러를 전차 뒤에 연결해 끌고 다니도록 했지만 이 방법은 곧 취소되었다. 그 대신 신속한 연료 보급을 위해 다수의 연료 트럭과 특수설계된 TRC 로렌 37L (TRC Lorraine 37 L) 급유 장갑궤도차를 B1 전차 부대에 소속시켰다. 6월 전차 생산분에는 170 L 들이 추가 내부 연료 저장고를 추가로 장착했다. 더욱 강력해진 엔진을 냉각시키기 위해 전차에 좌측면으로 크게 확장시킨 공기 흡입판을 설치했다. 이 공기 흡입판은 28 mm 두께의 장갑판 사이에서 위아래로 번갈아 각이 진 수평 슬릿들로 조립된 150 mm 두께의 구성품이었는데, 취약점으로 전혀 두지 않도록 의도된 것이었다(전차 측면 장갑 두께는 55 mm로 실 방호력은 측면보다 매우 높음).
양산 진행 도중 이 형식은 느리게나마 개선이 되었다. 일련번호 306번부터 340번까지의 전차들은 47 mm 포탄 62발과 기관총탄 4,800발을 적재했다. 그 후에 생산된 전차들은 전차포탄 72발 및 기관총탄 5,250발을 싣는 것으로 바뀌었다. 그러나 개량형은 이전 B1 전차에 비해 75 mm 휴행탄 수가 80발에서 74발로 줄어들었으며, 그 중 7발 정도만이 철갑고폭탄이었다. 1940년 초에 또 다른 변화가 일어났는데, 모스 부호 교신만 가능하던 ER53 라디오에서 음성 교신이 가능한 ER51로 교체된 것이었다. 중대와 대대급 지휘 전차에는 상급부대 지휘부와의 통신을 위한 ER55 라디오도 있었다. 그러나 제1기갑사단(1re DCR) 소속 승무원들은 구식 교신기를 더 선호해 계속 사용했는데, 그 이유는 교신 중 들려오는 사람 목소리가 엔진 소음 때문에 들리지 않았기 때문이었다.

### B1 ter
B1 ter의 개발은 B1 bis에 대한 생산 자금이 도착함과 동시에 시작되었다. 이는 75 mm 정도 두께의 갑옷을 두른 전차를 제공하려는 의도였다. B1 ter는 70 mm 두께의 경사용접장갑을 두른 설계로, 무게는 36.6 t이었으며 350 마력(260 kw)의 출력을 내는 엔진으로 구동되었다. 이는 B1 bis를 대체해 양산을 가속화하기 위한 것이었다. 그러한 변경점들이 1940년 여름에 적용되는 것으로 설정했으나 추후 1941년 3월에 개량 및 생산하는 것으로 연기되었다. B1의 재설계 과정에서 제5의 승무원이라 할 수 있는 '정비병'을 위한 공간을 제공하게 되었다. 복잡한 네데르 변속기를 제외시켰고 대신 좌우로 5도 씩 선회가 가능한 차대 포신을 달아 비용을 절감했다. 이후 최초 시제 전차를 1937년에 선보였다. 프랑스 항복 전까지 시제 전차 3대만이 일부분 완성되었다. 1940년 5월, 프랑스는 H39 경전차의 영국형 버전을 월간 생산하는 것에 따른 대가로 달마다 B1 ter 9대를 영국에 보내주는 것에 동의했다. 이 시제형 3대는 1940년 6월 17일 무너진 프랑스 전선에서 대피하던 와중, 이 전차들을 실었던 메카니시엉 프린시팔 카르뱅 호(Mécanicien Principal Carvin)가 6월 21일 지롱드 강에서 독일군의 폭습을 받은 후로 사라졌다.

### 프랑스의 기타 설계안들
- B2, B3 - B1 전차의 후속 전차 기획안이었다(50 mm 두께의 장갑에 45톤 중량). 폐기됨
- B40 - B1 ter의 개량안으로, 75 mm 주포를 105 mm 곡사포로 교체하고[8] 전면과 측면 장갑을 80 mm 두께로 올리는 것이 주 목적이었다. 부포탑도 마찬가지로 부포를 교체해 75 mm 전차포를 장착하는 것으로 기획되어 있었다.[9].
- B1 bis FFI - 독일군이 폐기한 42대의 B1 전차 중 15대를 1944년 르노 사의 공장에서 복구시킴.
- B1 지뢰제거차 - 2차 세계대전이 끝난 이후에 잔존하는 B1 bis 중 일부를 이용하였다.

### 독일군의 노획 파생형
- 화염방사전차(플라멘판저. Flammpanzer) B2 (f) - B1 bis를 화염방사차량으로 개조하였다.동부 전선의 바르바로사 작전에 투입된 것으로 알려져 있다.
- 10.5-cm 경야포(leichte Feldhaubitze) 18/3 (Sf.) auf 자주포형(Geschützwagen) B2 (f) 740 (f) - B1 bis의 자주포형으로 1941년 3월 아돌프 히틀러가 플라멘판저 B2에 자주곡사포의 포신을 달 것을 명령한 것에서 출발하였다. 총 16대가 만들어졌다. 1941년 6월에 조립된 시제차가 라인메탈-보르지히에서 제작되었다. 1942년 1~3월 사이에 16대가 생산되어 제26기갑사단(26th Panzer Division)으로 납품되었고 포병연대에 배속되었다. 이후 14대가 살아남았으나 베스페(Wespe) 자주포로 교체되었고, 사르데냐 섬에 배치된 제90기갑척탄사단(90th Panzergranadier Division)으로 이송되었다.[10].

## 같이 보기
- ARL 44